# Município de Smith (condado de Belmont, Ohio)
O município de Smith (em inglês: Smith Township) é um município localizado no condado de Belmont no estado estadounidense de Ohio. No ano de 2010 tinha uma população de 1.543 habitantes e uma densidade populacional de 16,45 pessoas por km².

## Geografia
O município de Smith encontra-se localizado nas coordenadas 39° 59′ 06″ N, 80° 57′ 35″ O. Segundo a Departamento do Censo dos Estados Unidos, o município tem uma superfície total de 93.79 km², da qual 93,39 km² correspondem a terra firme e (0,43 %) 0,4 km² é água.

## Demografia
Segundo o censo de 2010, tinha 1.543 habitantes residindo no município de Smith. A densidade populacional era de 16,45 hab./km². Dos 1.543 habitantes, o município de Smith estava composto pelo 97,21 % brancos, o 0,19 % eram afroamericanos, o 0,32 % eram amerindios, o 0,06 % eram asiáticos, o 0,06 % eram de outras raças e o 2,14 % eram de uma mistura de raças. Do total da população o 0,58 % eram hispanos ou latinos de qualquer raça.